# Petersham, Massachusetts
Petersham är en kommun (town) i Worcester County i delstaten Massachusetts, USA med 1 194 invånare (2020).

## Kända personer från Petersham
- John Wells Foster, ingenjör och geolog